# Vieux suédois
Pour les articles homonymes, voir Suédois (homonymie).
Le vieux suédois (en suédois : fornsvenska) est le nom de deux étapes distinctes du suédois moderne qui étaient parlées au Moyen Âge : le « vieux suédois classique » (klassisk fornsvenska) parlé d'environ 1225 à environ 1375, et le « vieux suédois tardif » (yngre fornsvenska) parlé d'environ 1375 jusqu'à environ 1526.
Le vieux suédois s'est développé à partir du vieux norrois oriental, le dialecte oriental du vieux norrois. Les plus anciennes formes de langues suédoise et danoise, parlées entre l'an 800 et l'an 1000, sont des dialectes du vieux norrois et sont appelées suédois runique ou danois runique car tous les textes de l'époque étaient écrits en alphabet runique. Les différences étaient minimes et les deux dialectes ont vraiment commencé à diverger autour du XIIe siècle pour devenir le vieux suédois et le vieux danois au XIIIe siècle. On ne sait pas exactement quand l'elfdalien a commencé à se détacher du suédois.
Le vieux suédois classique était sensiblement différent du suédois moderne de par son système plus complexe de cas grammaticaux et parce que possédant trois genres. Les noms, adjectifs, pronoms et certains nombres étaient déclinés selon quatre cas : nominatif, génitif, datif et accusatif.